# Gumniska (Tarnów)
Gumniska – część miasta Tarnowa, należy do jednostki pomocniczej gminy Osiedle nr 6 „Gumniska – Zabłocie”.
Dawna wieś, własność rodziny Sanguszków, włączona do Tarnowa w 1951 r., położona we wschodniej części miasta.
Znajduje się tu Pałac Sanguszków i Park Sanguszków, hala widowiskowo-sportowa, Pałac Ślubów oraz zajezdnia tarnowskiego PKS-u.
Do 1954 roku istniała gmina Gumniska.